# Cupha maja
Cupha maja är en fjärilsart som beskrevs av Hans Fruhstorfer 1898. Cupha maja ingår i släktet Cupha och familjen praktfjärilar. Inga underarter finns listade i Catalogue of Life.